# Morgan med Øksearmen
Kaptajn Morgan med Øksearmen er en fiktiv person i mangaen og animeen One Piece.
Morgan har fået sit navn, fordi han har en økse i stedet for sin højre arm. Morgan var nok den første større fjende Ruffy skulle op imod. Han er Helmeppos far og marinekaptajn.

## Personlighed og optræden
Morgan, en meget imponerende figur, besidder stor fysisk styrke, og har en skarp øksearm med uhyggelig kraft, nok til at skære et stålhegn op langs midten med et sving, og til at kommandere frygten ved hans underordnede. Men hans succes i marinen opfostrede en meget arrogant attitude hos ham, og det ledte til hans nederlag til Ruffy.

## Tidligt i One Piece
Helmeppo blev tegnet før sin far og de tidlige udkast til Morgan lignede Helmeppo. På et udkast er han så godt som identisk til Helmeppo, bare med en skørere frisure. Han fik sit nuværende udseende, efter at en af Eiichiro Odas assistenter havde fortalt Oda, at han så lam ud.
Morgan skulle oprindeligt hedde Kaptajn Chop.

## Historie

### Den enlige soldat
Morgan var soldaten, der overlevede et angreb af Kaptajn Black på et marineskib, hvilket smadrede hans kæbe. Så blev han hypnotiseret af Django til at tro, at han havde fanget Kaptajn Black, hvilket regeringen hoppede på, og det førte ham højere op i rangen.

### Kaptajn Morgan
Tidligt i historien var Morgan marinekaptajn og herskede på den lille marinebaseø Shell Town. Desværre herskede han byen ved at lade indbyggerne frygte ham, på grund af hans rang, høje skatter, og det faktum, at han henrettede sine egne mænd, hvis de ikke straks adlød hans ordrer. Hans forkælede lille søn Helmeppo var lige så slem til at bruge sin fars rang til at få, hvad han ønskede, fra øens indbyggere, og truede med at melde dem til sin far. Men dette ændrede sig, da Ruffy kom for at hjælpe Corby med at opfylde hans, og rekruttere Lorenor Zorro. Efter Ruffy ved et uheld smadrer en nybygget statue af Morgan, kommer han straks på Morgans dødsliste, og bliver konfronteret nede i marinens gårdsplads. Morgan bliver nemt besejret af Ruffy uden overhovedet at ramme stråhatten. Pludselig tager Helmeppo Corby som gidsel, men Helmeppo bliver ordnet af Ruffy, mens Zorro giver Morgan det sidste slag.

### Morgans flugt
Morgan blev sidst set i en minisaga på kapiteltitelsiderne, hvor han skal til at henrettes. Her lykkedes det Morgan at flygte ved at bruge hans søn som gidsel. Helmeppo flygter og vender tilbage til marinen, mens Morgan flyder rundt i en båd på havet. Han blev sidst set i båden i Djangos kapiteltitelsaga. Der vides intet om, hvor han er nu.

## Andet
- Metallet, der sidder ved Morgans mund, har ordet Möwe skrevet på sig. Det betyder måge på tysk.
- Oda har sagt, at navnet Morgan har forlæg fra virkeligheden. Sandsynligvis fra piraten Henry Morgan, som også startede ud ganske svag.